# Полярные акулы
Сомниозовые, или полярные акулы (лат. Somniosidae) — семейство акул отряда катранообразных, в которое включают 7 родов и 19 видов. Они обитают от арктических до субантарктических вод во всех океанах. Эти акулы встречаются на материковом и островном склоне, а также на шельфе и в открытых океанических водах. Максимальный зарегистрированный размер 7,3 м. Шипы у основания спинных плавников обычно отсутствуют. У края верхней лопасти хвостового плавника имеется выемка. Между грудными и анальным плавниками на брюхе пролегает боковой гребень. У большинства видов имеются светящиеся органы.
Название семейства и одного из родов происходят от слова лат. somnus — «спящий».
В Исландии этих акул используют в пищу, приготовляя из них хакарль.

## Классификация
- Centroscymnus Barbosa du Bocage et Brito Capello, 1864 — Белоглазые акулы
  - Centroscymnus coelolepis Barbosa du Bocage et Brito Capello, 1864 — Белоглазая колючая акула, или португальская акула
  - Centroscymnus cryptacanthus Regan, 1906 — Коротконосая белоглазая акула
  - Centroscymnus owstoni Garman, 1906 — Белоглазая акула Оустона
- Centroselachus Garman, 1913
  - Centroselachus crepidater Barbosa du Bocage et Brito Capello, 1864
- Proscymnodon Fowler, 1934
  - Proscymnodon macracanthus Regan, 1906
  - Proscymnodon plunketi Waite, 1910
- Scymnodalatias Garrick, 1956 — Сцимнодалатии
  - Scymnodalatias albicauda Taniuchi et Garrick, 1986 — Белохвостая сцимнодалатия
  - Scymnodalatias garricki Kukuyev et Konovalenko, 1988
  - Scymnodalatias oligodon Kukuyev et Konovalenko, 1988
  - Scymnodalatias sherwoodi Archey, 1921 — Колючая акула Шервуда, или сцимнодалатия Шервуда
- Scymnodon Barbosa du Bocage et Brito Capello, 1864 — Вельветовые колючие акулы
  - Scymnodon obscurus Vaillant, 1888 — Малозубая колючая акула
  - Scymnodon ringens Barbosa du Bocage et Brito Capello, 1864 — Острозубая колючая акула
- Somniosus Lesueur, 1818 — Полярные акулы (род)
  - Somniosus antarcticus Whitley, 1939 — Антарктическая полярная акула
  - Somniosus longus Tanaka, 1912
  - Somniosus microcephalus Bloch et J. G. Schneider, 1801 — Гренландская полярная акула, или малоголовая полярная акула, или атлантическая полярная акула
  - Somniosus pacificus Bigelow et Schroeder, 1944 — Тихоокеанская полярная акула, или северотихоокеанская полярная акула
  - Somniosus rostratus Risso, 1827 — Длиннорылая полярная акула
- Zameus D. S. Jordan et Fowler, 1903
  - Zameus ichiharai Yano et S. Tanaka (II), 1984
  - Zameus squamulosus Günther, 1877